# Dinera fera
Dinera fera là một loài ruồi trong họ Tachinidae.